# Jevgenij Pljuščenko
Jevgenij Viktorovič Pljuščenko (* 3. listopad 1982, Solněčnyj, Chabarovský kraj) je bývalý ruský krasobruslař.

## Medailová bilance
Bruslit začal ve svých čtyřech letech. Na juniorských soutěžích se poprvé objevil v roce 1996 a hned v následujícím vyhrál juniorské mistrovství světa.
Jedná se o trojnásobného mistra světa v letech 2001, 2003, 2004 a sedminásobného mistra Evropy v letech 2000, 2001, 2003, 2005, 2006, 2010 a 2012.
Na zimních olympijských hrách v Salt Lake City v roce 2002 získal stříbrnou olympijskou medaili, kdy bodově zaostal pouze za svým krajanem Alexejem Jagudinem. Na zlato dosáhl a olympijským vítězem se stal až na Zimních olympijských hrách v Turíně v roce 2006, kdy druhému Stéphanu Lambielovi nadělil více než dvacetibodový rozdíl. Na Zimních olympijských hrách ve Vancouveru v roce 2010, na které se vrátil po tříleté pauze, se dokázal vrátit na stupně vítězů. Po krátkém programu vedl o několik desetin před Evanem Lysackem, ale právě ten ho ve volných jízdách překonal. Další zlatou medaili získal na Zimních olympijských hrách v Soči v roce 2014, v nové disciplíně družstev.

## Úspěchy a rekordy
Pljuščenko patří mezi nejúspěšnější krasobruslaře všech dob – za svou kariéru nasbíral v soutěžích, kterých se účastnil, těžko uvěřitelných 45 zlatých, 12 stříbrných a 4 bronzové medaile. Během své kariéry získal sedmdesátkrát nejvyšší známku v 6,0 bodů podle starého systému hodnocení. Současně se stal nejmladším krasobruslařem, který ji dostal – poprvé ve svých 16 letech.
Pljuščenko je jeden z mála krasobruslařů, kteří do soutěží běžně a pravidelně zařazují čtverné skoky. Odhaduje se, že za svou kariéru jich skočil kolem stovky. Též jako první skočil několik kombinací se čtverným skokem, např. čtverný toe-loop s trojitým a dvojitým skokem (na NHK Trophy 1999), čtverný toe-loop s dvěma trojitými skoky (na Ruském poháru 2002) a trojitý toe-loop s třemi trojitými a jedním dvojitým skokem v řadě (na MS v roce 2001). Umí též skočit čtverný salchow (ukázal jej na ruském poháru v roce 2004) a čtverný lutz, který však zatím do žádné soutěže nezařadil. Jako jeden z mála zvládá Bielmanovu piruetu, která je pro svoje požadavky na ohebnost vlastní spíše krasobruslařkám. Také výrazová a umělecká složka jeho výkonů je vysoce hodnocena.

## Přerušení kariéry
Po olympiádě v Turíně v roce 2006 Pljuščenko přerušil svou kariéru a přestal soutěžit na krasobruslařských turnajích. Zdůvodnil to tím, že si chce oddychnout a uzdravit se z některých zranění, která ho v tréninku a soutěžích trápila.
Místo toho začal spolupracovat s maďarským houslistou Edvinem Martonem. Vystupovali spolu ve známé show Králové ledové arény. Od dubna 2009 se opět vrátil do soutěží a začal se připravovat na zimní olympijské hry ve Vancouveru.

## Osobní život
Žije v Petrohradu. Se svou bývalou manželkou Marií Jermak, se kterou se rozvedl v roce 2008, má syna Jegora. Jeho současnou ženou je Jana Rudkovskaja, s níž se oženil v roce 2009. 6. ledna 2013 se jim narodil syn Aleksandr.